# Libnotes nohirai
Libnotes nohirai là một loài ruồi trong họ Limoniidae. Chúng phân bố ở miền Cổ bắc.